# Bryum pycnophyllum
Bryum pycnophyllum är en bladmossart som beskrevs av Mohamed 1979. Bryum pycnophyllum ingår i släktet bryummossor, och familjen Bryaceae. Inga underarter finns listade i Catalogue of Life.